# Husby by
Husby by är kyrkbyn i Kungs-Husby socken i Enköpings kommun. I byn ligger Kungs-Husby kyrka. Från 2023 avgränsar SCB här en småort.